# Economia anarquista
A economia anarquista possui dois sentidos, o de pensamento econômico anarquista e o de práticas econômicas anarquistas, sendo o primeiro a crítica do capitalismo presente e a elaboração teórica de uma organização econômica anticapitalista e horizontal, e o segundo a experimentação de práticas econômicas heterodoxas às margens do capitalismo, como redes mutualistas e cooperativas autogeridas, e a construção revolucionária de uma sociedade sem Estado e capitalismo. Todos esses sentidos do termo existem em profunda interação e complementaridade segundo os anarquistas. A definição de economia, porém, é um tema de questionamento dentro do anarquismo, dado que esse questiona, em sintonia com parte do pensamento econômico heterodoxo, a própria demarcação de economia em separado das instituições políticas e dinâmicas sociais, o que levou alguns anarquistas à rejeitar a concepção de economia em geral. Entretanto, dentro de uma concepção ampliada e social e ecologicamente imersa de economia, muitas contribuições e engajamentos anarquistas podem ser reconhecidos ao longo da história e presentemente, em contraposição à historiografia hegemônica e marxista ortodoxa que ignora a dimensão teórica e filosófica, quando não histórica, do anarquismo.
A existência de um sistema de pensamento econômico anarquista distinto é uma questão em aberto, dado que apesar da existência de uma tradição de críticas e proposições econômicas anarquistas e libertárias, esse pensamento foi frequentemente compreendido como parte do pensamento econômico socialista comum. Muitos anarquistas, por exemplo, admitiram as bases econômicas da obra de Karl Marx e Friedrich Engels, sendo por vezes divulgadores dessas ideias, como Bakunin (que primeiro traduziu O Capital para russo) e Carlo Cafiero (central na divulgação dessas obras na Itália, tanto que chegou a ser reconhecido e admirado pelos autores). Esses e muitos outros, do século XIX à contemporaneidade, buscaram fazer elaborações críticas sobre a economia socialista, e do Marxismo em específico. Outros rejeitaram completamente o Marxismo, desenvolvendo sua análise econômica através de outros ramos do socialismo. Com o tempo os anarquistas também desenvolveram relações com outras diversas escolas do pensamento econômico heterodoxo, entre essas a feminista, institucional, e ecológica, apontando afinidades e realizando contribuições nesses ramos - tornando difícil sua diferenciação dentro da heterodoxia. A economia anarquista forma um tradição, uma rede de ideias com integridade e coerência interna.

## Pensamento econômico anarquista

### História
A historiografia hegemônica do pensamento econômico é frequentemente criticada por seu tratamento da história da economia como uma linhagem que, através de seus erros e superações, levaria necessariamente ao paradigma neoclássico atualmente dominante. Como resultado desse viés, a historiografia hegemônica se engaja seletivamente com o pensamento socialista, focando na maioria das vezes apenas no seu conteúdo crítico do capitalismo, como também apenas com pontos do Marxismo, consequentemente ignorando sistematicamente a existência e o lugar de um pensamento econômica anarquista. Paralelamente, a hegemônia do Marxismo na esquerda por volta de metade do século 20, moldado substancialmente pela interpretação leninista, produziu outro esquecimento do 'mosaico de sincretismo e diversidade' do pensamento socialismo, em especial do anarquismo.

#### Economia em Kropotkin
Peter Alexeivich Kropotkin, o mais notáveis militante e teórico do comunismo anarquista em vida, produziu uma das mais densas obras do anarquismo no período, igualmente cheias de reflexões geográficas, pelas quais se destacou na ciência da época, antropológicas, e, também, econômicas. Sobre isso, mesmo Joseph Schumpeter, em sua História da análise econômica, achou digno de nota, apesar de ambigua.

O mais conhecido pensador comunista do período subsequente [depois de Bakunin], P. A. Kropotkin (1842-1921), é um caso diferente [de Bakunin]. Ele [Kropotin] fez esforços não-negligíveis em análises e sua sociologia do direito não é sem interesse, apesar de que o é o suficiente para justificar sua exclusão de nossa apresentação. Claramente, para a história do pensamento econômico e político (em contraste à análise), tanto ele quanto Bakunin são de imensa importância. E ainda mais para uma sociologia do pensamento econômico e social. Como a sociedade tsarista chegou à produzir - em seus mais altos circulos - o comunismo revolucionário, é por si só um problema fascinante... (Schumpeter 1972, p.458n)
Assim, Schumpeter nota o trabalho de Kropotkin sobre economia, apesar de subestimá-lo profundamente. Outras obras de história da economia do período também se engajaram com o pensamento de Kropotkin, como A História das Doutrinas Econômicas (1905) de Gide e Rist, dando mais atenção às elaborações dos anarquistas, porém concluindo com julgamentos dogmáticos segundo os quais esse movimento seria uma expressão fundamentalmente violenta. Essas foram algumas das poucos reconhecimento de um pensamento econômico anarquista na historiografia hegemônica por um longo período.
Kropotkin buscou, em seu período de maior produção científica, desenvolver uma crítica e readequação da Economia política sobre as bases do anarquismo comunismo. Segundo ele - "Não há um único princípio da Economia Política que não muda de aspecto se olhada do nosso ponto de vista", como disse no início da década de 1890, momento de surgimento da síntese neoclássica. A economia política
deveria ocupar em relação à sociedade humana um lugar na ciência similar ao que possui a fisiologia em relação às plantas e animais... ela deve visar o estudo das necessidades da sociedade e os diversos meios, tanto os até agora usados e os disponíveis sob o presente estado do conhecimento científico, para sua satisfação. Deveria tentar analisar o quanto os meios presentes são convenientes e satisfatórios, econômicos ou desperdiçantes; e então, dado que o fim último de todas as ciências (como Bacon já afirmou) é obviamente a predição e aplicação prática às demandas da vida, ela [economia política] deveria se concentrar na descoberta dos meios de satisfação dessas necessidades com o menor desperdicio possível de trabalho e com o maior ganho possível para a humanidade em geral (ênfase no original)
Kropotkin defendeu priorizar a análise do consumo em relação à atenção primária à produção, comum  em grande parte da economia, porque segundo ele seria mais lógico dado que a própria produção é organizada em vista do consumo, e deve ser pensada de acordo com o mesmo para ser capaz de satisfazer as necessidades das pessoas.

## Práticas e organizações econômicas anarquistas
No anarquismo recusa-se a diferenciação entre economia e política. As práticas econômicas anarquistas são consideradas parte da realização de um projeto de autogestão que retira a economia de seu status enquanto 'ciência do Estado', enquanto saber vinculado à manutenção da ordem social, e que reivindica uma cientificidade para suas elaborações. Essas práticas são também invenções, criações da liberdade diante dos contextos que se lhes impõe, portanto não sistemas de teoria e história econômica costumeiramente considerados como explicações de uma dimensão paralela ao social.
Não se trata, então, de desvendar uma economia anarquista. Trata-se de pensar idéias econômicas que descrevem uma ética libertária, que propiciam problematizar e experimentar, longe da cega certeza desta ou daquela verdade e do eterno embate entre uma ou outra.